# Вулиця Кишинівська (Львів)
Вулиця Кишинівська — вулиця у Франківському районі міста Львова, в місцевості Кульпарків. Пролягає від безіменного проїзду, що прямує вздовж залізниці, наприкінці розгалужується на дві ділянки: одна — до вулиці Молдавської, інша — до вулиці Холодноярської, паралельно яким пролягає.

## Історія та забудова
Вулиця виникла у другій половині 1950-х років, сучасну назву, на згадку про столицю Молдови — місто Кишинів, отримала у 1958 році. Тоді ж, разом із навколишніми вулицями, почала забудовуватися. Забудова — одно- та двоповерхові будинки у стилі конструктивізм.